# Hemiceras perbrunnea
Hemiceras perbrunnea är en fjärilsart som beskrevs av Paul Dognin 1923. Hemiceras perbrunnea ingår i släktet Hemiceras och familjen tandspinnare. Inga underarter finns listade i Catalogue of Life.